# Socii
Als Socii (lateinisch) wurden Bundesgenossen der römischen Republik bezeichnet, insbesondere auch die von ihnen für das römische Heer gestellten Truppen.
Die verschiedenen Formen, in denen italische Völker oder Städte an Rom gebunden waren, werden in der modernen Forschung als Bundesgenossensystem bezeichnet. In den Verträgen, die mit Rom geschlossen wurden, war die Stellung von Truppen durch die Bundesgenossen festgelegt, die zusammen mit den römischen Legionen das Heer der römischen Republik bildeten. Die Einheiten der socii wurden als cohortes bzw. bei Reitern als turmae bezeichnet. Daneben gab es auch socii, die zur Stellung von Schiffen verpflichtet waren (socii navales). Aufgrund dieser abgeschlossenen Verträge (lateinisch foedera, Singular: foedus) wurden die solcherart mit Rom verbundenen Städte auch civitates foederatae (Singular: civitas foederata) genannt.
Als nach dem Bundesgenossenkrieg die italischen socii das römische Bürgerrecht erhielten und durch die mit dem Namen des Gaius Marius verbundenen Heeresreformen die römische Legion sich zu einem Berufsheer entwickelte, traten von außeritalischen Verbündeten gestellte Hilfstruppen (auxilia) an die Stelle der socii.
Neben den italischen socii gab es formale Bundesgenossen der Römer in republikanischer Zeit auch außerhalb Italiens, insbesondere im griechischen Osten.